# 乌尔迪济
乌尔迪济（法語：Houldizy，法語發音：[uldizi]）是法国大東部大區阿登省的一个市镇，属于沙勒维尔-梅济耶尔区。

## 地理
乌尔迪济（49°48'38"N, 4°40'10"E）面积4.62 平方千米，位于法国大東部大區阿登省，该省份为法国北部内陆省份，西接埃纳省，南至马恩省，东临默兹省，北与比利时接壤。
与乌尔迪济接壤的市镇（或旧市镇、城区）包括：阿勒、达穆济、图尔讷。

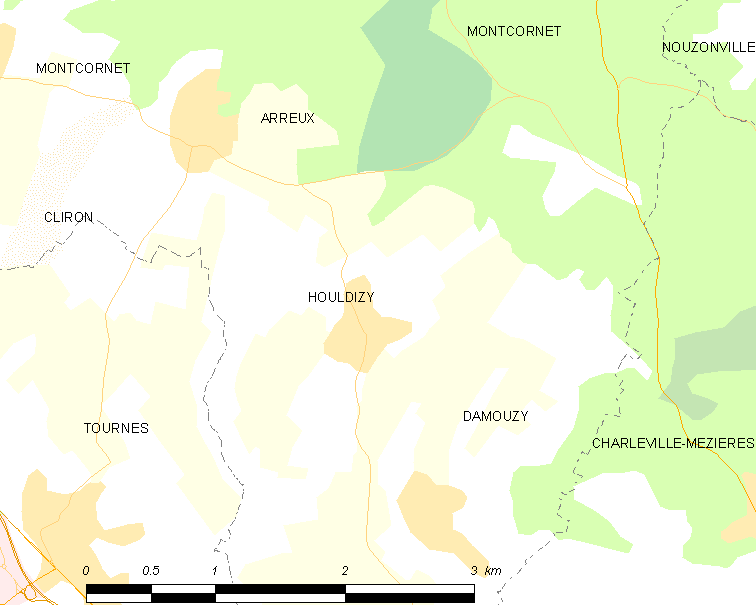
乌尔迪济的OSM定位图

乌尔迪济的时区为UTC+01:00、UTC+02:00（夏令时）。

## 行政
乌尔迪济的邮政编码为08090，INSEE市镇编码为08230。

## 政治
乌尔迪济所属的省级选区为沙勒维尔-梅济耶尔第二县。

## 人口

1962-2008年间乌尔迪济人口变化图示

乌尔迪济于2022年1月1日时的人口数量为404人。